# Нарбут, Казимир
Казимир Нарбут или Даниель Казимеж Нарбутт (пол. Daniel Kazimierz Narbutt; 1738, Докудово — 17 марта 1807, Радивонишки близ Лиды) — польский философ

, гуманист, поэт, писатель и переводчик, просветитель. Представитель эклектичного направления в философии эпохи Просвещения в Беларуси и Литве.

## Биография
Представитель княжеского рода Нарбуты герба Трубы (Тромбы).
Родился в Докудово в Лидском повете Великого княжества Литовского. Учился в Коллегиуме пиаристов в Щучине, потом в Любяшовским новициате и в пиарском коллегиуме в Дубровице.
С 1759 года совершенствовал свои знания по философии и естественным наукам в пиарском коллегиуме в Вильно, около 4 лет — в пиаристском училище в Риме. После возвращения на родину в 1764 году К. Нарбут был назначен профессором и префектом коллегиума пиаристов в Дубровице. Через несколько лет приглашён преподавателем математики в Вильно, где также читал лекции по философии, был префектом типографии пиаристов.
С 1773 года К. Нарбут вместе с сыновьями подскарбия Михала Бжостовского находился в Германии и Франции.
В 1769 году издал в Вильно учебник по логике («Логика, или Наука рассуждения и умного разговора» на польском языке). Автор курса «Эклектической философии» и рукописей на латинском языке.

## Философские взгляды
В «Логике …» Нарбут с гуманистически-просветительских позиций высказывался за свободу философствования, связывая его с поиском истины и критических отношений к выражению всех мыслителей независимо от авторитета. Он более последовательно, чем его предшественники, выступал против схоластов, понимая, что схоластическая философия является препятствием на пути развития науки и занимается проблемами, оторванными от практической жизни человека и общества. Назначение учёных и философов К. Нарбут видел в служении обществу, в развитии тех наук, которые требовала практика жизни. Философию он считал важнейшей дисциплиной, прекрасно осознавая то положение, которое она занимала в средневековье и последующих веках, когда была обслуживала теологию, радовался, что философия начала сбрасывать с себя эти цепи. Основой познания он считал точность и очевидность идей, придерживался тех методологических правил отыскания истины, что и рационалист Р. Декарт. Для установления истины К. Нарбут требовал всестороннего и разнообразного подхода в исследовании явлений. Верил, что человек и его разум — характерная черта гуманистических взглядов Нарбута.
В предисловии к книге «Военная наука прусского короля для его генералов», которую он перевёл с французского языка на польский (Вильно, 1771), затрагивая различные общественные проблемы, выражал своё восхищение общественными мероприятиями, которые осуществлялись на землях тогдашней Беларуси, в частности, строительством Пинского канала, который способствовал общению между богатыми провинциями. В этом он видел большую пользу для общества. Одновременно К. Нарбут подчеркивал, что эти умные и гуманные мероприятия и политика, направлены на благо всех людей, способствуют развитию мануфактур, горного дела, совершенствованию сельского хозяйства, развитию внутреннего рынка, сбережению средств в государстве.
Мысли об общественной природе человека высказаны и в работах Нарбута начала 1770-х годов. Человек создан для жизни в обществе — это свойство человеческой природы (идея, близкая к идеям Г. Гроте и Д. Локка). С таких позиций мыслитель стремился показать и верховную власть (государство) как организацию, которая возникает в интересах всех и каждого в отдельности и служит на общее благо. По его мнению, верховная власть существует не вечно, а возникает на определённой ступени развития общества. Однако люди при этом сохраняют свои природные права, которые им и гарантирует верховную власть. В обществе, как и в любой общине, усилия всех должны быть направлены на достижение всеобщего счастья, поэтому в стране необходимы законы, на которых бы базировалась целостность, безопасность, а вместе с тем и счастье граждан. Все это Нарбут возлагал на верховную власть, которой отводил очень важную роль: заботиться о нерушимости законов, справедливости, равности, свободе личности.
К. Нарбут отстаивал мысль о необходимости широкого светского образования, сам, как член Эдукационной комиссии, непосредственно занимался реформой школьного обучения в Великом княжестве Литовском. Он выступал против таких методов в практике обучения и воспитания молодого поколения, как телесные наказания учеников. Член «Общества по составлению элементарных книг», К. Нарбут написал 2 раздела для школьного «Устава приходских школ» и наставления «О инспектировании (визитации) школ», где требовал, чтобы в школах Эдукационной комиссии обучали необходимым практическим навыкам и знаниям, которые были бы полезны для человека капиталистической формации, которая только зарождалась. Особое внимание он обращал на необходимость терпимого и гуманного обращения учителей с учениками из бедных семей, которые составляли основной контингент приходских школ, на уважение к их личному достоинству. Критикуя сословную систему обучения и воспитания, особенно систему образования в академиях и коллегиумах ордена иезуитов, он выступал за светскую систему образования, за единые методы обучения, за школу, которая была бы связана с практикой экономической и социальной жизни. Как просветитель-гуманист он заботился о формировании в учениках личности, человека, тесно связанного с практическими потребностями общества и времени. Нарбут привносил в курс обучения светскую этику (не зависимую от религии), которой, по его мнению, являлась наука.

## Творчество
Писал стихи, много переводил. Составил первую логику на польском языке: «Logika, czyli rozważania i rozsadzania rzeczy nauka» (Вильно, 1766; 3 изд., 1791).